# Burnside (Kentucky)
Burnside é uma cidade localizada no estado americano de Kentucky, no Condado de Pulaski.

## Demografia
Segundo o censo americano de 2000, a sua população era de 637 habitantes. 
Em 2006, foi estimada uma população de 675, um aumento de 38 (6.0%).

## Geografia
De acordo com o United States Census Bureau tem uma área de 
5,4 km², dos quais 4,4 km² cobertos por terra e 1,0 km² cobertos por água. Burnside localiza-se a aproximadamente 347 m acima do nível do mar.

## Localidades na vizinhança
O diagrama seguinte representa as localidades num raio de 32 km ao redor de Burnside. 